# Романы и новелизации сериала «Вавилон-5»

Станция «Вавилон-5» на стационарной орбите Эпсилона-3. Станция является основным местом действия сериала, который назван именно в честь неё

Данная статья посвящена литературным произведениям, комиксам и новеллизациям, действие которых происходит в вымышленной вселенной научно-фантастического сериала «Вавилон-5». В статье не перечисляются примеры так называемого фанфика, так как они не признаются каноническими автором, создателем и режиссёром этой вселенной — Джозефом Майклом Стражински; исключение составляют книги издательства «Mongoose», которые нельзя причислить ни к категории фанфика, ни к канону.

## Краткая историческая справка
Первые романы, опубликованные в 1995—1996 годах были изданы, в основном, в качестве стандартного сопровождения сериала. Даже несмотря на то, что Стражински лично отбирал авторов и просматривал содержимое новел, избежать в них несоответствий в созданной им «вселенной» не удалось. К седьмой и последующим книгам, Стражински отнёсся более внимательно, чему немало поспособствовал бешеный рост популярности сериала. Ко времени выхода восьмой книги, он впервые упоминает о соответствии или не соответствии канону произведений о Вавилоне-5. Девятую книгу пишет Катрин Дреннан (Kathrynn M. Drennan) — его жена. Затем, Стражински приглашает известных фэнтезийных авторов — Грегори Киза (J. Gregory Keyes) и Питера Дэвида (Peter David), которые пишут две замечательные трилогии. Тем не менее, последняя трилогия о техномагах, написанная малоизвестной писательницей Джин Кавелос (Jeanne Cavelos), оказывается просто блестящей. «Лучшая среди всех…», «Лучшая на сегодня книга по Вавилону-5…» (Цитаты Стражински о «трилогии о техномагах» в журнале «The Zocalo Today»).
В дополнение ко всему, создатель сериала сам написал несколько коротких историй, более детально описывающих некоторые ключевые моменты телесериала, которые, наряду с произведениями других авторитетных авторов, признаны каноном. Комиксы, опубликованные издательством DC Comics, также полностью соответствуют канону, так как Стражински так или иначе участвовал в их создании.

## Романы
Романы и другие новеллизации по «Вавилону-5» основываются на оригинальном сюжете и комментариях к нему, сделанных лично Джозефом Майклом Стражински. По его собственному признанию, каждая книга по «Вавилону-5», изданная до 2007 года, так или иначе соответствует канону (то есть, события описанные в этих произведениях, считаются «реально» происходившими во вселенной «Вавилона-5»). Глубокая вовлечённость Стражински в программу публикации новеллизаций, начавшуюся в 1996 году, является своего рода гарантией высокого уровня «достоверности» опубликованных работ.

### Отдельные книги
Только книги № 7 и № 9, согласно Стражински, могут считаться каноном. Автор и продюсер допускает, что события, описанные в других романах, происходили во вселенной «Вавилона-5», но не точно так, как описано в этих романах.
| № | Название (оригинал)                                       | Название (перевод)                             | Автор                                   | Издательство (ISBN)                                 | Дата выхода           |
| - | --------------------------------------------------------- | ---------------------------------------------- | --------------------------------------- | --------------------------------------------------- | --------------------- |
| 1 | • Voices                                                  | • Голоса                                       | Джон Ворнхолт (John Vornholt)           | Del Rey Books ISBN 0-440-22057-2                    | 10.02.1995            |
| 2 | • Accusations                                             | • Обвинения                                    | Луис Тилтон (Lois Tilton)               | Del Rey Books ISBN 0-440-22058-0                    | 01.04.1995            |
| 3 | • Blood Oath                                              | • Клятва крови                                 | Джон Ворнхолт (John Vornholt)           | Del Rey Books ISBN 0-440-22059-9                    | 01.09.1995            |
| 4 | • Clark’s Law                                             | • Закон Кларка                                 | Джим Мортимор (Jim Mortimore)           | Del Rey Books ISBN 0-440-22229-X                    | 01.01.1996            |
| 5 | • Вавилон-5: Прикосновение твоей тени, шёпот твоего имени | • Прикосновение твоей тени, шёпот твоего имени | Нил Барретт мл. (Neil Barrett Jr)       | Del Rey Books ISBN 0-440-22230-3                    | 10.03.1996            |
| 6 | • Betrayals                                               | • Предательства                                | С. М. Стрилинг (S. M. Stirling)         | Del Rey Books ISBN 0-440-22234-6                    | 01.05.1996            |
| 7 | • The Shadow Within                                       | • Тень, что внутри                             | Джин Кавелос (Jeanne Cavelos)           | Del Rey Books ISBN 0-440-22348-2 ISBN 0-345-45218-6 | 10.03.1997 26.10.2002 |
| 8 | • Personal Agendas                                        | • Личные планы                                 | Эл Саррантонио (Al Sarrantonio)         | Del Rey Books ISBN 0-440-22351-2                    | 14.04.1997            |
| 9 | • To Dream in the City of Sorrows                         | • Грезить в Городе Печалей                     | Катрин М. Дреннан (Kathrynn M. Drennan) | Del Rey Books ISBN 0-440-22354-7 ISBN 0-345-45219-4 | 09.06.1997 29.07.2003 |

### Трилогии
Все трилогии официально признаны каноном.
| Название (оригинал)                                           | Название (перевод)                         | Автор                              | Издательство (ISBN)              | Дата выхода          |                      |                      |                      |                      |                      |
| Трилогия Пси-Корпуса                                          | Трилогия Пси-Корпуса                       | Трилогия Пси-Корпуса               | Трилогия Пси-Корпуса             | Трилогия Пси-Корпуса | Трилогия Пси-Корпуса | Трилогия Пси-Корпуса | Трилогия Пси-Корпуса | Трилогия Пси-Корпуса | Трилогия Пси-Корпуса |
| ------------------------------------------------------------- | ------------------------------------------ | ---------------------------------- | -------------------------------- | -------------------- | -------------------- | -------------------- | -------------------- | -------------------- | -------------------- |
| Dark Genesis — The Birth of the Psi Corps                     | Тёмное происхождение: Рождение Пси–Корпуса | Киз Дж. Грегори (J. Gregory Keyes) | Del Rey Books ISBN 0-345-42715-7 | 29.09.1998           |                      |                      |                      |                      |                      |
| Deadly Relations — Bester Ascendant                           | Смертельные связи: Возвышение Бестера      | Киз Дж. Грегори (J. Gregory Keyes) | Del Rey Books ISBN 0-345-42716-5 | 01.03.1999           |                      |                      |                      |                      |                      |
| Final Reckoning — The Fate of Bester                          | Окончательный расчёт: Судьба Бестера       | Киз Дж. Грегори (J. Gregory Keyes) | Del Rey Books ISBN 0-345-42717-3 | 05.10.1999           |                      |                      |                      |                      |                      |
| Трилогия о Центаврианах                                       |                                            |                                    |                                  |                      |                      |                      |                      |                      |                      |
| Babylon 5: Legions of Fire: The Long Night of Centauri Prime  | Легионы огня: Длинная ночь Примы Центавра  | Питер Дэвид (Peter David)          | Del Rey Books ISBN 0-345-42718-1 | 07.12.1999           |                      |                      |                      |                      |                      |
| Legions of Fire — Armies of Light and Dark                    | Легионы огня: Армии света и тьмы           | Питер Дэвид (Peter David)          | Del Rey Books ISBN 0-345-42719-X | 02.05.2000           |                      |                      |                      |                      |                      |
| Legions of Fire — Out of the Darkness                         | Легионы огня: Вне темноты                  | Питер Дэвид (Peter David)          | Del Rey Books ISBN 0-345-42720-3 | 31.10.2000           |                      |                      |                      |                      |                      |
| Трилогия о Техномагах                                         |                                            |                                    |                                  |                      |                      |                      |                      |                      |                      |
| The Passing of the Techno-Mages: Casting Shadows              | Путь техно-магов: Отбрасывая тени          | Джин Кавелос (Jeanne Cavelos)      | Del Rey Books ISBN 0-345-42721-1 | 27.02.2001           |                      |                      |                      |                      |                      |
| Babylon 5: The Passing of the Techno-Mages: Summoning Light   | Путь техно-магов: Взывая к свету           | Джин Кавелос (Jeanne Cavelos)      | Del Rey Books ISBN 0-345-42722-X | 03.07.2001           |                      |                      |                      |                      |                      |
| Babylon 5: The Passing of the Techno-Mages: Invoking Darkness | Путь техно-магов: Заклиная Тьму            | Джин Кавелос (Jeanne Cavelos)      | Del Rey Books ISBN 0-345-43833-7 | 27.11.2001           |                      |                      |                      |                      |                      |

## Новеллизации
Все новеллизации являются каноном.
| Название (оригинал)    | Название (перевод)  | Автор                          | Издательство (ISBN)              | Дата выхода |
| ---------------------- | ------------------- | ------------------------------ | -------------------------------- | ----------- |
| In the Beginning       | В начале            | Питер Дэвид (Peter David)      | Del Rey Books ISBN 0-345-42452-2 | 26.11.1997  |
| Babylon 5: Third Space | Третье пространство | Питер Дэвид (Peter David)      | Del Rey Books ISBN 0-345-42454-9 | 27.05.1998  |
| A Call to Arms         | Призыв к оружию     | Роберт Шекли (Robert Sheckley) | Del Rey Books ISBN 0-345-43155-3 | 26.12.1998  |

## Короткие рассказы
Все короткие рассказы безусловно являются каноном.
| Название (оригинал)                           | Название (перевод)                          | Автор                              | Издательство             | Дата выхода |
| --------------------------------------------- | ------------------------------------------- | ---------------------------------- | ------------------------ | ----------- |
| Babylon 5: The Shadow of His Thoughts         | Тень его мыслей                             | Дж. М. Стражински                  | Amazing Stories          | июнь 1999   |
| Babylon 5: Genius Loci                        | Гений места                                 | Дж. М. Стражински                  | Amazing Stories          | январь 2000 |
| Babylon 5: Space, Time and Incurable Romantic | Пространство, время и неисправимый романтик | Дж. М. Стражински                  | Amazing Stories          | весна 2000  |
| Babylon 5: Hidden Agendas                     | Скрытые планы                               | Дж. М. Стражински                  | The Official B5 Magazine | апрель 2000 |
| Babylon 5: True Seeker                        | Истинный Искатель                           | Фиона Эвери (Fiona Avery)          | The Official B5 Magazine | июнь 2000   |
| Babylon 5: Nautilus Coil                      | Раковина улитки                             | Киз Дж. Грегори (J. Gregory Keyes) | The Official B5 Magazine | май 2000    |

## Комиксы
Все комиксы, официально признаны каноном, хотя 1,2,3 и 4 имеют небольшие несоответствия с самим сериалом, а 9 и 10 противоречат другим, строго каноническим источникам (Lurker’s Guide to Babylon 5).

### Отдельные комиксы (1994—1995, 1998)
| Babylon 5: In Darkness Find Me                | 1. Найди меня во тьме                   | Дж. М. Стражински | Michael Netzer, Rob Leigh  | DC Comics | 06.12.1994 |  |  |  |  |
| Babylon 5: Treason                            | 2. Измена                               | Mark Morettii     | Michael Netzer, Rob Leigh  | DC Comics | 03.01.1995 |  |  |  |  |
| Babylon 5: In Harm's Way                      | 3. На скользкой дорожке                 | Mark Morettii     | Garzon                     | DC Comics | ??.03.1995 |  |  |  |  |
| Babylon 5: The Price of Peace                 | 4. Цена мира                            | Mark Morettii     | Michael Netzer, Rob Leigh  | DC Comics | ??.05.1995 |  |  |  |  |
| Babylon 5: With Friends Like These            | 5. С друзьями подобно им…               | Дж. М. Стражински | John Ridgway               | DC Comics | ??.06.1995 |  |  |  |  |
| Babylon 5: Against the Odds                   | 6. Вопреки всему                        | Timothy DeHaas    | John Ridgway               | DC Comics | ??.07.1995 |  |  |  |  |
| Babylon 5: Survival the Hard Way              | 7. Выживание на трудном пути            | Дж. М. Стражински | John Ridgway               | DC Comics | ??.08.1995 |  |  |  |  |
| Babylon 5: Silent Enemies                     | 8. Молчаливые враги                     | Timothy DeHaas    | John Ridgway               | DC Comics | ??.09.1995 |  |  |  |  |
| Babylon 5: Duet for Human and Narn in C Sharp | 9. Дуэт до-диез для человека и нарна    | Дэвид Герролд     | John Ridgway               | DC Comics | ??.10.1995 |  |  |  |  |
| Babylon 5: Coda for Human and Narn in B Flat  | 10. Кода си-бемоль для человека и нарна | Дэвид Герролд     | Rebecca Guay и Rick Bryant | DC Comics | ??.11.1995 |  |  |  |  |
| Babylon 5: The Psi Corps and You!             | 11. Пси-Корпус и Ты!                    | Timothy DeHaas    | John Ridgway               | DC Comics | ??.12.1995 |  |  |  |  |
| Babylon 5: In Valen's Name, Part 1            | 12. Во имя Валена, часть 1              | Дж. М. Стражински | Mike Collins               | DC Comics | ??.01.1998 |  |  |  |  |
| Babylon 5: In Valen's Name, Part 2            | 13. Во имя Валена, часть 2              | Peter David       | Mike Collins               | DC Comics | ??.02.1998 |  |  |  |  |
| Babylon 5: In Valen's Name, Part 3            | 14. Во имя Валена, часть 3              | Peter David       | Mike Collins               | DC Comics | ??.03.1998 |  |  |  |  |
|                                               |                                         |                   |                            |           |            |  |  |  |  |

### Серии Комиксов
- Серия: «Вавилон-5» — Отдельные комиксы 1-4. (Октябрь 1995 года, Titan Books, ISBN 1-85286-646-2).
- Серия: «Тени, прошлое и настоящее» — Отдельные комиксы 5-8. (Сентябрь 1996,Titan Books, ISBN 1-85286-735-3).
- Серия: «Цена мира» — Отдельные комиксы 1-4, 11. (Ноябрь 1998, DC Comics, ISBN 1-56389-467-X)
- Серия: «Во имя Валена» — Отдельные комиксы 12-14. (Декабрь 1998, Titan Books, ISBN 1-85286-981-X)
- Серия: «Лазер-Зеркало-Звездная сеть» — в эту серию объединены отдельные комиксы 9 и 10.

## Книги издательства «Mongoose»
Ни одна из выпущенных, или готовящихся к выпуску книг издательства Mongoose Publishing, согласно заявлению автора сериала, не была признана каноном.
| Название (оригинал)      | Название (перевод)    | Автор                                | Издательство        | Дата выхода |
| ------------------------ | --------------------- | ------------------------------------ | ------------------- | ----------- |
| • Ranger Dawning         | • Заря рейнджера      | Ричард Форд (Richard Ford)           | Mongoose Publishing | 27.04.2007  |
| • Actions of Many        | • Действия многих     | М.ДЖ. Догерти (MJ Dougherty)         | Mongoose Publishing | август 2006 |
| • Visions of Peace       | • Видения мира        | Метью Спрендж (Matthew Sprange)      | Mongoose Publishing | август 2006 |
| • No Rest for the Wicked | • Нет покоя грешникам | Клаудия Кристиан (Claudia Christian) | Mongoose Publishing | август 2006 |
| • Ashes of the Past      | • Пепел прошлого      | Брюс Гроу (Bruce Graw)               | Mongoose Publishing | август 2006 |
| • Birth of Heroes        | • Рождение героев     | Брайан Стил (Bryan Steele)           | Mongoose Publishing | август 2006 |